# José Kowalski
Józef Kowalski (13 de marzo de 1911-4 de julio de 1942) fue un sacerdote católico polaco, de la Sociedad Salesiana asesinado en el campo de concentración de Auschwitz durante la Segunda Guerra Mundial.  Fue beatificado en Varsovia el 13 de junio de 1999.

## Biografía
Nació en Siedliska (Polonia particionada) el 13 de marzo de 1911, de Wojciech y Zofia Borowiec; séptimo de sus nueve hijos. Fue ordenado sacerdote el 29 de mayo de 1938 en Cracovia como miembro de la Pía Sociedad de San Francisco de Sales (salesianos), y tomó un puesto de secretario del provincial salesiano. Durante la ocupación alemana de Polonia los salesianos continuaron su labor educativa. La Gestapo arrestó a Kowalski el 23 de mayo de 1941, junto con otros once salesianos que trabajaron en Cracovia. Fueron llevados a la prisión de Montelupich y torturados.

### Campo de concentración de Auschwitz

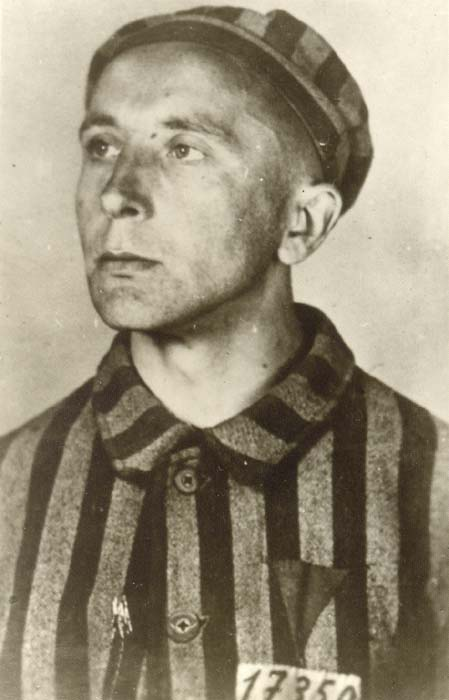
Kowalski, el prisionero nº 17350 en el campo de concentración de Auschwitz

Kowalski fue enviado a Auschwitz el 26 de junio de 1941 (número de prisionero 17350 o 17950). Mientras estuvo allí, hizo ministerio en secreto a sus compañeros de prisión en el Bloque 25, y trató de fortalecer su voluntad de sobrevivir día a día en el campamento. Era conocido en Auschwitz simplemente como Padre Józef. El oficial Palitzch, de las SS, le ordenó pisotear su rosario cuando fue descubierto con él. Kowalski se negó. Como castigo, fue asignado a la empresa penal. El 3 de julio de 1942 fue burlado, ridiculizado y golpeado brutalmente por los guardias por ser sacerdote. La misma noche en que sus opresores lo sacaron de sus cuarteles, fue de nuevo gravemente golpeado fuera, y posiblemente se ahogó. El cuerpo de Kowalski fue encontrado el 4 de julio de 1942 y fue incinerado con otros. Tenía 31 años de edad.
En el campo de concentración supo absolver a las víctimas condenadas, por lo general en secreto, pero al menos una vez en frente de todo el mundo en el momento de la ejecución en masa. En la última carta a sus padres Józef escribió:

No te preocupes por mí; Estoy en manos de Dios. Quiero asegurarles que siento su ayuda a cada paso. A pesar de la situación actual, me siento feliz y completamente en paz.

Los polacos comenzaron a venerar su memoria después de la Segunda Guerra Mundial. El papa Juan Pablo II sabía del Padre Kowalski personalmente desde antes de la guerra, cuando Kowalski vivió y sirvió con él en la Parroquia de San Estanislao Kostka en Dębniki (Cracovia). Durante una de sus visitas de vuelta a Polonia, Juan Pablo II beatificó a Kowalski en Varsovia en una misa de tres horas ceremonial de 13 de junio de 1999 a la que asistió el presidente Aleksander Kwasniewski, frente a 600 mil personas. Kowalski fue uno de los 108 mártires polacos de la Segunda Guerra Mundial beatificados por el Papa en ese día.